# My Sister’s Machine
My Sister’s Machine – amerykański zespół muzyczny utworzony w Seattle w stanie Waszyngton w 1989.
Zespół powstał w 1990 na fali popularności muzyki grungowej. Muzycy mieli za sobą krótkie epizody w kiełkującej pod koniec lat 80. XX wieku scenie muzycznej Seattle. Wokalista Nick Pollock grał wcześniej na gitarze w Alice N’ Chains, które następnie po odejściu Pollocka zostało przekształcone w Alice in Chains.
Grupa szybko znalazła wydawcę (wytwórnia Caroline) i nagrała swoją pierwszą płytę, Diva (1992), która nie sprzedawała się dobrze. Niedługo później zmienili wydawcę na wytwórnię Chameleon i w 1993 wydali kolejny album o nazwie Wallflower, jak się potem okazało ostatni. W 1994 roku grupa przestała istnieć.

## Skład
- Nick Pollock – śpiew, gitara
- Owen Wright – gitara
- Chris Ivanovich – bas
- Chris Gohde – perkusja

## Dyskografia
- 1992 Diva (Caroline)
- 1993 Wallflower (Chameleon)